# Manawar
Manawar là một thành phố và khu đô thị của quận Dhar thuộc bang Madhya Pradesh, Ấn Độ.

## Địa lý
Manawar có vị trí 22°14′B 75°05′Đ / 22,23°B 75,08°Đ Nó có độ cao trung bình là 180 mét (590 feet).

## Nhân khẩu
Theo điều tra dân số năm 2001 của Ấn Độ, Manawar có dân số 25.460 người. Phái nam chiếm 52% tổng số dân và phái nữ chiếm 48%. Manawar có tỷ lệ 59% biết đọc biết viết, thấp hơn tỷ lệ trung bình toàn quốc là 59,5%: tỷ lệ cho phái nam là 66%, và tỷ lệ cho phái nữ là 52%. Tại Manawar, 15% dân số nhỏ hơn 6 tuổi.